# Pemberton-Hirschmaus
Die Pemberton-Hirschmaus (Peromyscus pembertoni), auch als Pemberton-Maus oder Pemberton-Weißfußmaus bezeichnet, ist ein ausgestorbenes Nagetier aus der Gattung der Weißfußmäuse.

## Beschreibung
Die Pemberton-Hirschmaus erreichte eine Kopf-Rumpf-Länge von 106 mm und eine Schwanzlänge von 104 mm. Die Hinterfußlänge betrug 24 mm. Die Oberseite war hell zimtfarben bis ocker-sandfarben und am Rücken mit feinen dunklen Linien meliert. Der Kopf war heller als der Rücken. Die Unterseite war weiß. Der Schwanz war zweifarbig, mit einer braunen Oberseite und einer weißen Unterseite.

## Lebensraum
Die Pemberton-Hirschmaus war endemisch auf der Pazifikinsel Isla San Pedro Nolasco im Golf von Kalifornien. Neben Peromyscus boylii glasselli war die Pemberton-Hirschmaus das einzige weitere Säugetier auf der Insel, die eine Fläche von 3,2 km² hat und ungefähr 10 km westlich vor der Küste des mexikanischen Bundesstaates Sonora liegt. Dominierende Pflanzentaxa auf der Isla San Pedro Nolasco sind Bursera microphylla, Echinocereus websterianus, Euphorbia magdalenae, Fouquieria diguetii, Jatropha cuneata, Mammillaria multidigitata, Mammillaria tayloriorum, Melochia tomentosa, Opuntia fulgida var. fulgida, Pachycereus pringlei, Pedilanthus macrocarpus, Simmondsia chinensis und Stenocereus thurberi. Über die Lebensweise der Pemberton-Hirschmaus ist nur wenig bekannt.

## Status
Die Pemberton-Hirschmaus ist nur von zwölf Exemplaren bekannt, die der US-amerikanische Zoologe Dr. William Henry Burt vom California Institute of Technology im Dezember 1931 aufsammelte. Bei nachfolgenden Expeditionen (zuletzt 1997) wurde das Taxon nicht mehr nachgewiesen. Die Gründe für das Verschwinden der Pemberton-Hirschmaus sind weitgehend unbekannt. Hypothesen gehen jedoch in die Richtung, dass Peromyscus boylii glasselli besser um die Nahrungsquellen konkurrieren konnte und die Pemberton-Hirschmaus nach und nach aus ihrem Lebensraum verdrängt hat. Benannt ist die Art nach John Roy Pemberton (1884–1968), einem Ornithologen und Geschäftsmann, der Burts Forschungsarbeit im Golf von Kalifornien finanzierte.